# Вільгельміна фон Бремен
Вільгельміна фон Бремен (англ. Wilhelmina von Bremen; нар. 13 серпня 1909 — пом. 16 липня 1976) — американська легкоатлетка, яка спеціалізувалася в бігу на короткі дистанції.

## Із життєпису
Олімпійська чемпіонка в естафеті 4×100 метрів (1932).
Бронзова олімпійська призерка з бігу на 100 метрів (1932).
Ексрекордсменка світу в естафеті 4×100 метрів.
Чемпіонка США з бігу на 100 метрів (1932).
Померла 1976 року внаслідок серцевого нападу під час перегляду тенісного матчу.

## Основні міжнародні виступи
| Рік  | Змагання         | Місто        | Місце            | Дисципліна | Примітки |
| ---- | ---------------- | ------------ | ---------------- | ---------- | -------- |
| 1932 | Олімпійські ігри | Лос-Анджелес | 3                | 100 м      |          |
| 1932 | 1                | 4×100 м      | Відео на YouTube |            |          |